# ブルック・テイラー
ブルック・テイラー（Brook Taylor, 1685年8月18日 - 1731年12月29日）は、イギリスの数学者。

## 生涯
生まれは現在のロンドンエドモントン。ケンブリッジ大学のセント・ジョンズ・カレッジ (ケンブリッジ大学)で学ぶ。テイラー展開などの功績がある。1712年王立協会フェロー選出。
同年、アイザック・ニュートン卿とゴットフリート・ライプニッツの主張を裁く委員会に参加。1714年1月13日から1718年10月21日までは、王立協会の秘書を務めた。
1715年以降、テイラーの研究は、哲学的、宗教的な色合いを帯びていく。モンモルト伯爵とは、ニコラ・マレブランシュの教義について文通していた。1719年にエクス・ラ・シャペルから帰国した際に書いた未完の論文『ユダヤ人の生け贄について』と『血を食べることの合法性について』が、後に彼の書類の中から発見された。
テイラーは、アイザック・ニュートンやロジャー・コーツと並んで、ベルヌーイ家と互角に渡り合える数少ないイギリス人数学者の一人であったが、彼の実演の大部分は明確さを欠いており、テイラーは自分の考えを完全かつ明確に表現することができずに簡潔さを失ってしまった。
何年にもわたる激しい仕事の後、1717年に彼の健康は損なわれ始めた。
テイラーは1721年にサリー州ウォリントンのミス・ブリッジスと父親の承認なしに結婚した。この結婚をきっかけに父とは疎遠になったが、1723年にテイラーの妻が息子を出産中に死亡したことで改善された。テイラーの息子は助からなかった。
その後2年間はビフロンで家族と過ごし、1725年には父の許しを得て結婚した。テイラーはケント州オランティーのサベッタ・ソウブリッジと結婚したが、1730年に出産で亡くなった。しかし、一人娘のエリザベスは生き残った。
テイラーの父は1729年に亡くなり、ビフロンの遺産をテイラーに相続させた。
テイラーは、1731年12月29日、ロンドンのサマセット・ハウスで46歳の若さで亡くなった。